# Dürmentingen
Dürmentingen è un comune tedesco di 2 685 abitanti situato nel land del Baden-Württemberg.